# 2023年のザ・ベスト・FIFAフットボールアウォーズ
2023年のザ・ベスト・FIFAフットボールアウォーズは、2024年1月15日にロンドンで開催されたFIFAの年間表彰式『ザ・ベスト・FIFAフットボールアウォーズ』である。

## ザ・ベストFIFA男子選手
2023年9月14日に12人の候補者が選出された。12月14日に3名が最終候補者として発表され、2024年1月15日にリオネル・メッシが48ポイントで最優秀選手に選ばれた。なおメッシとハーランドは得票数で同数だったが、主将票でメッシが上回ったためメッシが受賞した。
本年の男子選手は、2022年12月19日から2023年8月20日までの功績に応じて選出される。
| 順位           | 選手                         | 国籍         | 所属クラブ                                | 得票数     |
| 最終候補者     | 最終候補者                   | 最終候補者   | 最終候補者                                | 最終候補者 |
| -------------- | ---------------------------- | ------------ | ----------------------------------------- | ---------- |
| 1位            | リオネル・メッシ             | アルゼンチン | パリ・サンジェルマン / インテル・マイアミ | 48         |
| 2位            | アーリング・ハーランド       | ノルウェー   | マンチェスター・シティ                    | 48         |
| 3位            | キリアン・エムバペ           | フランス     | パリ・サンジェルマン                      | 35         |
| その他の候補者 |                              |              |                                           |            |
| 4位            | ケヴィン・デ・ブライネ       | ベルギー     | マンチェスター・シティ                    | 32         |
| 5位            | ヴィクター・オシムヘン       | ナイジェリア | ナポリ                                    | 24         |
| 6位            | ロドリ                       | スペイン     | マンチェスター・シティ                    | 24         |
| 7位            | フリアン・アルバレス         | アルゼンチン | マンチェスター・シティ                    | 21         |
| 8位            | ベルナルド・シウバ           | ポルトガル   | マンチェスター・シティ                    | 18         |
| 9位            | イルカイ・ギュンドアン       | ドイツ       | マンチェスター・シティ / バルセロナ       | 13         |
| 10位           | フヴィチャ・クヴァラツヘリア | ジョージア   | ナポリ                                    | 7          |
| 11位           | マルセロ・ブロゾヴィッチ     | クロアチア   | インテル・ミラノ / アル・ナスル           | 7          |
| 12位           | デクラン・ライス             | イングランド | ウェストハム・ユナイテッド / アーセナル   | 1          |

## ザ・ベストFIFA女子選手
2023年9月14日に16名の候補者が選出された。12月14日に3名の最終候補者が発表され、2024年1月15日にアイタナ・ボンマティが52ポイントで最優秀選手に選ばれた。
本年の女子選手は、2022年8月1日から2023年8月20日までの功績に応じて選出される。
| 順位           | 選手                       | 国籍           | 所属クラブ                                | 得票数     |
| 最終候補者     | 最終候補者                 | 最終候補者     | 最終候補者                                | 最終候補者 |
| -------------- | -------------------------- | -------------- | ----------------------------------------- | ---------- |
| 1位            | アイタナ・ボンマティ       | スペイン       | バルセロナ                                | 52         |
| 2位            | リンダ・カイセド           | コロンビア     | デポルティーボ・カリ / レアル・マドリード | 40         |
| 3位            | ジェニファー・エルモソ     | スペイン       | パチューカ                                | 36         |
| その他の候補者 |                            |                |                                           |            |
| 4位            | サルマ・パラジュエロ       | スペイン       | バルセロナ                                | 32         |
| 5位            | サム・カー                 | オーストラリア | チェルシー                                | 32         |
| 6位            | ローレン・ジェームズ       | イングランド   | チェルシー                                | 18         |
| 7位            | レイチェル・デイリー       | イングランド   | アストン・ヴィラ                          | 15         |
| 8位            | 宮澤ひなた                 | 日本           | マイナビ仙台レディース                    | 13         |
| 9位            | キーラ・ウォルシュ         | イングランド   | マンチェスター・シティ / バルセロナ       | 11         |
| 10位           | カディディアトゥ・ディアニ | フランス       | パリ・サンジェルマン                      | 10         |
| 11位           | マピ・レオン               | スペイン       | バルセロナ                                | 10         |
| 12位           | アレックス・グリーンウッド | イングランド   | マンチェスター・シティ                    | 5          |
| 13位           | リンジー・ホラン           | アメリカ合衆国 | オリンピック・リヨン                      | 2          |
| 14位           | メアリー・ファウラー       | オーストラリア | マンチェスター・シティ                    | 0          |
| 15位           | アマンダ・イレステット     | スウェーデン   | パリ・サンジェルマン                      | 0          |
| 16位           | ケイトリン・フォード       | オーストラリア | アーセナル                                | 0          |

## ザ・ベストFIFA男子ゴールキーパー
2023年9月14日に5名の候補者が選出された。12月12日に3名の最終候補者が選ばれ、2024年1月15日にエデルソンが23ポイントを獲得し、最優秀賞を受賞した。
| 順位           | 選手                                 | 国籍         | 所属クラブ                                      | 得票数     |
| 最終候補者     | 最終候補者                           | 最終候補者   | 最終候補者                                      | 最終候補者 |
| -------------- | ------------------------------------ | ------------ | ----------------------------------------------- | ---------- |
| 1位            | エデルソン                           | イングランド | マンチェスター・シティ                          | 23         |
| 2位            | ティボ・クルトゥワ                   | ベルギー     | レアル・マドリード                              | 20         |
| 3位            | ヤシン・ブヌ                         | モロッコ     | セビージャ / アル・ヒラル                       | 16         |
| その他の候補者 |                                      |              |                                                 |            |
| 4位            | マルク＝アンドレ・テア・シュテーゲン | ドイツ       | バルセロナ                                      | 8          |
| 5位            | アンドレ・オナナ                     | カメルーン   | インテル・ミラノ / マンチェスター・ユナイテッド | 5          |

## ザ・ベストFIFA女子ゴールキーパー
2023年9月14日に7名の候補者が選出された。12月12日に3名の最終候補者が選ばれ、2024年1月15日にメアリー・アープスが28ポイントを獲得し、最優秀賞を受賞した。
| 順位           | 選手                       | 国籍           | 所属クラブ                   | 得票数     |
| 最終候補者     | 最終候補者                 | 最終候補者     | 最終候補者                   | 最終候補者 |
| -------------- | -------------------------- | -------------- | ---------------------------- | ---------- |
| 1位            | メアリー・アープス         | イングランド   | マンチェスター・ユナイテッド | 28         |
| 2位            | カタ・コル                 | スペイン       | バルセロナ                   | 14         |
| 3位            | マッケンジー・アーノルド   | オーストラリア | ウェストハム・ユナイテッド   | 12         |
| その他の候補者 |                            |                |                              |            |
| 4位            | ゼチラ・ムショビッチ       | スウェーデン   | チェルシー                   | 10         |
| 5位            | サンドラ・パノス           | スペイン       | バルセロナ                   | 5          |
| 6位            | クリスティアネ・エンドレル | チリ           | オリンピック・リヨン         | 2          |
| 7位            | アン＝カトリン・ベルガー   | ドイツ         | チェルシー                   | 1          |

## ザ・ベストFIFA男子監督
2023年9月14日に5名の候補者が選出された。12月13日に3名の最終候補者が発表され、最終的にペップ・グアルディオラが28ポイントで受賞した。
| 順位           | 監督                     | 国籍           | 指導チーム                              | 得票数     |
| 最終候補者     | 最終候補者               | 最終候補者     | 最終候補者                              | 最終候補者 |
| -------------- | ------------------------ | -------------- | --------------------------------------- | ---------- |
| 1位            | ペップ・グアルディオラ   | スペイン       | マンチェスター・シティ                  | 28         |
| 2位            | ルチアーノ・スパレッティ | イタリア       | ナポリ / イタリア代表                   | 18         |
| 3位            | シモーネ・インザーギ     | イタリア       | インテル・ミラノ                        | 11         |
| その他の候補者 |                          |                |                                         |            |
| 4位            | シャビ・エルナンデス     | スペイン       | バルセロナ                              | 11         |
| 5位            | アンジェ・ポステコグルー | オーストラリア | セルティック / トッテナム・ホットスパー | 4          |

## ザ・ベストFIFA女子監督
2023年9月14日に5名の候補者が選出された。12月13日に3名の最終候補者が発表され、最終的にサリナ・ウィーフマンが22ポイントで受賞した。
| 順位           | 監督                     | 国籍         | 指導チーム         | 得票数     |
| 最終候補者     | 最終候補者               | 最終候補者   | 最終候補者         | 最終候補者 |
| -------------- | ------------------------ | ------------ | ------------------ | ---------- |
| 1位            | サリナ・ウィーフマン     | オランダ     | イングランド代表   | 28         |
| 2位            | エマ・ヘイズ             | イングランド | チェルシー         | 18         |
| 3位            | ジョナタン・ヒラルデス   | スペイン     | バルセロナ         | 14         |
| その他の候補者 |                          |              |                    |            |
| 4位            | ピーター・ゲルハルドソン | スウェーデン | スウェーデン代表   | 7          |
| 5位            | トニー・グスタフソン     | スウェーデン | オーストラリア代表 | 5          |

## FIFA/FIFProワールドイレブン

### 男子
23名の候補者は2024年1月3日に発表された。
| ポジション | 選手                       | 国籍         | 所属クラブ                                |
| ---------- | -------------------------- | ------------ | ----------------------------------------- |
| GK         | ティボ・クルトゥワ         | ベルギー     | レアル・マドリード                        |
| DF         | カイル・ウォーカー         | イングランド | マンチェスター・シティ                    |
| DF         | ルベン・ディアス           | ポルトガル   | マンチェスター・シティ                    |
| DF         | ジョン・ストーンズ         | イングランド | マンチェスター・シティ                    |
| MF         | ベルナルド・シウバ         | スペイン     | マンチェスター・シティ                    |
| MF         | ケヴィン・デ・ブライネ     | イングランド | マンチェスター・シティ                    |
| MF         | ジュード・ベリンガム       | イングランド | レアル・マドリード                        |
| FW         | ヴィニシウス・ジュニオール | ブラジル     | レアル・マドリード                        |
| FW         | アーリング・ハーランド     | ノルウェー   | マンチェスター・シティ                    |
| FW         | キリアン・エムバペ         | フランス     | パリ・サンジェルマン                      |
| FW         | リオネル・メッシ           | アルゼンチン | パリ・サンジェルマン / インテル・マイアミ |

### 女子
23名の候補者は2024年1月3日に発表された。
| ポジション | 選手                       | 国籍           | 所属クラブ                                |
| ---------- | -------------------------- | -------------- | ----------------------------------------- |
| GK         | メアリー・アープス         | イングランド   | マンチェスター・ユナイテッド              |
| DF         | ルーシー・ブロンズ         | イングランド   | バルセロナ                                |
| DF         | オルガ・カルモナ           | スペイン       | レアル・マドリード                        |
| DF         | アレックス・グリーンウッド | イングランド   | マンチェスター・シティ                    |
| MF         | アイタナ・ボンマティ       | スペイン       | バルセロナ                                |
| MF         | エラ・トゥーン             | イングランド   | マンチェスター・ユナイテッド              |
| MF         | キーラ・ウォルシュ         | イングランド   | バルセロナ                                |
| FW         | ローレン・ジェームズ       | イングランド   | チェルシー                                |
| FW         | サム・カー                 | オーストラリア | チェルシー                                |
| FW         | アレックス・モーガン       | アメリカ合衆国 | サンディエゴ・ウェーブ                    |
| FW         | アレッシア・ルッソ         | イングランド   | マンチェスター・ユナイテッド / アーセナル |

## FIFAプスカシュ賞
2023年9月22日に11人の選手が候補者として発表され、12月14日に3人が最終候補者に発表された。ギリェルメ・マドルーガが22ポイントで受賞した。
| 順位                   | 選手                                           | 試合                                                             | 大会                                       | 日時          | 得票数     |
| 最終候補者             | 最終候補者                                     | 最終候補者                                                       | 最終候補者                                 | 最終候補者    | 最終候補者 |
| ---------------------- | ---------------------------------------------- | ---------------------------------------------------------------- | ------------------------------------------ | ------------- | ---------- |
| 1位                    | ギリェルミ・マドルーガ                         | ノヴォリゾンチーノ vs ボタフォゴ-SP                              | 2023 カンピオナート・ブラジレイロ・セリエB | 2023年6月27日 | 22         |
| 2位                    | ヌーノ・サントス                               | スポルティングCP vs ボアヴィスタ                                 | 2022–23 プリメイラ・リーガ                 | 2023年3月12日 | 18         |
| 3位                    | フリオ・セサル・エンシソ                       | ブライトン・アンド・ホーヴ・アルビオン vs マンチェスター・シティ | 2022–23 プレミアリーグ                     | 2023年5月24日 | 17         |
| その他の候補者         |                                                |                                                                  |                                            |               |            |
|                        | アルバロ・バレアル                             | FCシンシナティ vs ピッツバーグ・リバーハウンズSC                 | 2023 全米オープンカップ                    | 2023年6月6日  | N/A        |
| リンダ・カイセド       | コロンビア女子代表 vs ドイツ女子代表           | 2023 FIFA女子ワールドカップ                                      | 2023年7月30日                              |               | N/A        |
| カン・ソンジン         | U-20ヨルダン代表 vs U-20大韓民国代表           | AFC U20アジアカップ2023                                          | 2023年3月5日                               |               | N/A        |
| サム・カー             | オーストラリア女子代表 vs イングランド女子代表 | 2023 FIFA女子ワールドカップ                                      | 2023年8月16日                              |               | N/A        |
| ブライアン・ロザーノ   | アトラスFC vs クラブ・アメリカ                 | 2022–23 リーガMX                                                 | 2023年2月26日                              |               | N/A        |
| イヴァン・モランテ     | UDイビサ vs ブルゴスCF                         | 2022-23 セグンダ・ディビシオン                                   | 2023年3月25日                              |               | N/A        |
| アスカト・タギベルゲン | カザフスタン代表 vs デンマーク代表             | UEFA EURO 2024予選                                               | 2023年3月26日                              |               | N/A        |
| ビア・ザネラット       | ブラジル女子代表 vs パナマ女子代表             | 2023 FIFA女子ワールドカップ                                      | 2023年7月24日                              |               | N/A        |

## FIFAフェアプレー賞
| 受賞者       | 受賞理由 |
| ------------ | --- |
| ブラジル代表 | 2023年6月に行われたギニアとの親善試合で、セレソンは反人種主義を表明するため、伝統的な黄色のユニフォームから黒一色のユニフォームに変更した。 |

## FIFAファン賞
この賞は、チャンピオンシップ、性別、国籍に関係なく、2022年8月から2023年8月までのファンの最高の瞬間やジェスチャーを称えるものである。 最終候補リストはFIFAの専門家委員会によって作成された。
コロン・デ・サンタフェのファンであるウーゴ・ダニエル・“トト”・イニゲス氏が登録票264,591票を獲得してこの賞を受賞した。
| 順位 | ファン                                     | 授賞理由 | 得票数  | 得票率 |
| ---- | ------------------------------------------ | --- | ------- | ------ |
| 1位  | CAコロンファン                             | アルゼンチン・トップリーグのバラカス・セントラルとの試合中、息子に哺乳瓶を飲ませながら腕に抱くコロン・ファンの姿がテレビカメラに映し出された。この心温まるシーンは、幼い頃から息子にクラブへの情熱を吹き込もうとするサポーターの意志を反映していた。                                                                                                  | 264,591 | 36.5%  |
| 2位  | ミゲル・アンヘル、ミジョナリオスFCのファン | ミジョナリオスの大ファンだったコロンビア人の若者は、原因不明の病気で安楽死する前に最後の願いを果たした。 亡くなる前夜、熱狂的なファンはアリアンサ・ペトロレラとのリーグ戦を前にトップチームのメンバーと面会することができた。 | 253,167 | 35%    |
| 3位  | フラン・ハーンダル                         | ゴールドコーストからシドニーまで32日間、1日平均32kmの距離をサッカーボールでドリブルするフラン・ハーンダル氏の挑戦は、スポーツに携わる女性と少女たちに、ピッチの内外であらゆるレベルで夢を持ち、自分の可能性を発揮する勇気を与えることを目的としていた。 彼女の1,000kmのランニングは、ウィメンズ・スポーツ・オーストラリアの慈善団体への募金を集めた。 | 206,553 | 28.5%  |

## ザ・ベストFIFA特別賞
マルタには、サッカーというスポーツへの役割と貢献を讃える追加の賞が与えられた。FIFAはまた、女子サッカー界における彼女の功績と役割を讃える新たな賞を2025年から導入することも発表した。女子サッカーで最も優れたゴールを決めた選手にはマルタ賞が贈られる。
| 受賞者 | 受賞理由                                             |
| ------ | ---------------------------------------------------- |
| マルタ | 女子サッカー界における彼女の役割が特別に評価された。 |